# Trilby Glover

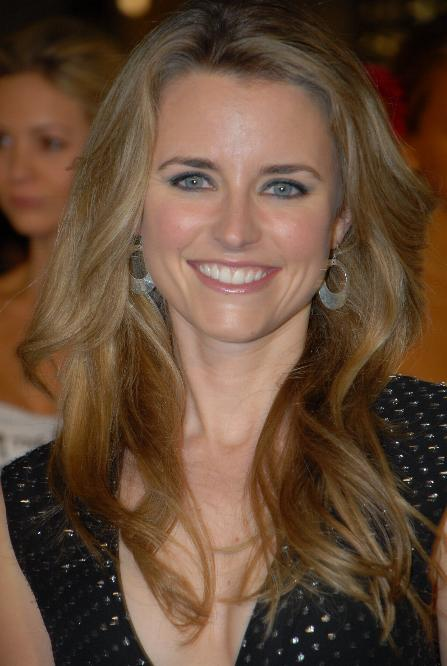
Trilby Glover (2008)

Trilby Glover (* 28. Mai 1979 in Perth, Western Australia) ist eine  australische Schauspielerin.

## Leben
Glover verließ 2003 das australische National Institute of Dramatic Art (NIDA) mit einem Abschluss im Fach Schauspiel. Ihre erste Filmrolle hatte sie 2005 in Die Maske 2: Die nächste Generation. Von 2006 bis 2007 spielte sie in 38 Episoden der Fernsehserie Rocket & Ich die Rolle der Maya. Sie war von 2008 bis 2009 in fünf Episoden in L.A. Crash zu sehen. 2016 spielte sie in der Fernsehserie Scream Queens die Rolle der Jane Hollis. 2017 verkörperte sie in einer Episode der Fernsehserie Tall Tales die Rolle der Teresa. Im 2018 dazu erschienenen Kurzfilm spielte sie diese Rolle erneut.
Glover ist mit dem Schauspieler und Drehbuchautor Ian Brennan verheiratet. Das Paar hat zwei Kinder.

## Filmografie
- 2005: Die Maske 2: Die nächste Generation (Son of the Mask)
- 2006–2007: Rocket & Ich (I Got a Rocket!) (Fernsehserie, 38 Episoden)
- 2007: 88 Minuten (88 Minutes)
- 2007: The Course
- 2007: The Starter Wife – Alles auf Anfang (The Starter Wife) (Mini-Fernsehserie, 5 Episoden)
- 2007: The Changing Man (Kurzfilm)
- 2008: Kurzer Prozess – Righteous Kill (Righteous Kill)
- 2008–2009: L.A. Crash (Crash) (Fernsehserie, 5 Episoden)
- 2010: Needle
- 2011: William und Kate – Ein Märchen wird wahr (William & Kate: Let Love Rule) (Fernsehfilm)
- 2012: The New Normal (Fernsehserie, Episode 1x04)
- 2012: This American Housewife (Fernsehserie, Episode 1x01)
- 2013: Heatwave (Kurzfilm)
- 2013: Someone to Love
- 2013: Schoooled (Fernsehserie)
- 2014: Six Train (Kurzfilm)
- 2014: Actresses (Kurzfilm)
- 2014: Awkward Expressions of Love (Kurzfilm)
- 2014: Mistresses (Fernsehserie, Episode 2x05)
- 2014: Finders Keepers (Fernsehfilm)
- 2014: You're a Natural (Kurzfilm)
- 2014: Oren (Kurzfilm)
- 2014: Glee (Fernsehserie, Episode 6x04)
- 2015: Kidnapped: The Hannah Anderson Story (Fernsehfilm)
- 2015: Mine (Kurzfilm)
- 2015: The Flight Before Christmas (Fernsehfilm)
- 2016: Threshold
- 2016: Scream Queens (Fernsehserie, 6 Episoden)
- 2016: Library of Love (Kurzfilm)
- 2017: Tall Tales (Fernsehserie, Episode 1x01)
- 2018: There's a Special Place in Hell For Fashion Bloggers (Fernsehserie, Pilotfolge)
- 2018: Tall Tales (Kurzfilm)